# 松本太郎 (漫画家)
松本 太郎(まつもと たろう、1968年11月10日-2016年12月10日)は、日本の牧師、漫画家、シンガーソングライター。東京都練馬区生まれ。漫画家の松本次郎は弟。

## 来歴
実家はルター派の教会。九州学院高等学校、ルーテル学院大学、日本ルーテル神学校卒業。高校時代は美術大学への進学・音楽活動による芸能界進出の希望もあったが、熱心なクリスチャンでもあり、高校の先生の勧めをきっかけに神学校に入学。在学中はバンドを組んでライブハウスで演奏もしていた。大学卒業後、按手を日本福音ルーテル教会で受け、京都教会の牧師になった。その後、松山教会に転任して勤める傍ら、1992年に『シーソー』で講談社のちばてつや賞準大賞を受賞し、漫画家として週刊モーニングからデビュー。牧師と並行して漫画家として活動した。2014年から日本基督教団出版局の礼拝と音楽（雑誌）でカット画を連載。
2016年12月10日、三重県松阪市の自宅で死亡しているのが発見された。享年52歳。

## 人物
単行本『ストレイキャット』の巻末インタヴューや、自身のブログ等で性同一性障碍の中核群であることを公表している。
松本は、自身は性同一性障碍ではないかと思い出した当初、「女装」を試みた際には、「はっきり言って気持ち悪かった。かえって、体が女性でないのが、すごく嫌だという自意識が非常に濃厚になった。」と思ったと明かしている。その後にホルモン治療のおかげで女性の格好をすることへ違和感は緩和されたと述べている。
2001年以降から毎年HIV啓発イベント「NLGR」の同性結婚式が行われており、その希望者を受けつけている。2007年6月3日に名古屋中区の池田公園で行われた、元大阪府議会議員の尾辻かな子と木村真紀（村木真紀）のカップルの間で毎年恒例のNLGRによる同性結婚式で司式を務めた。2008年も池田公園で開催される「NLGR」（「Nagoya Lesbian & Gay Revolution」で同性結婚式の司式を担当している。

## 作品リスト
- ストレイキャット
- グレートワン
- LOVE PLANET
- 流星少女
- ノブナガール